# Biała Głuchołaska
Biała Głuchołaska (czes. Bělá, Bělá Jesenická, niem. Freiwaldauer Biela, Biele, Ziegenhalser Biele) – rzeka w Czechach i w południowej Polsce, prawy dopływ Nysy Kłodzkiej o długości 54,9 km i powierzchni dorzecza 396 km² (w granicach Polski 113 km²).
Według Podziału Polski na regiony fizycznogeograficzne z 2018 r., w Polsce płynie przez Góry Opawskie, tworząc przełomy. Na południe od centrum Głuchołaz skręca na północ wpadając na obszar Przedgórza Paczkowskiego, następnie Obniżenia Otmuchowskiego. Wschodnia granica doliny, którą płynie, stanowi granicę Przedgórza Paczkowskiego i Przedgórza Sudeckiego.
Biała Głuchołaska powstaje z połączenia kilku górskich potoków w górnej części wsi Bělá pod Pradědem na stokach Wysokiego Jesionika. Płynie na północ, przez Białą do Jesenika, gdzie skręca ku północnemu wschodowi. Mija Mikulovice i wpływa na terytorium Polski w Głuchołazach, gdzie tworzy przełomy. Skręca na północ i do Nysy Kłodzkiej (poprzez Jezioro Nyskie) uchodzi na południowy zachód od miasta Nysa.
Główne dopływy:
- lewe: Stařic, Mora.
- prawe: Białka (Olešnice).

Ważniejsze miejscowości nad Białą Głuchołaską: Jeseník, Mikulovice, Głuchołazy, Bodzanów, Nowy Świętów, Przełęk, Biała Nyska.

## Zobacz też

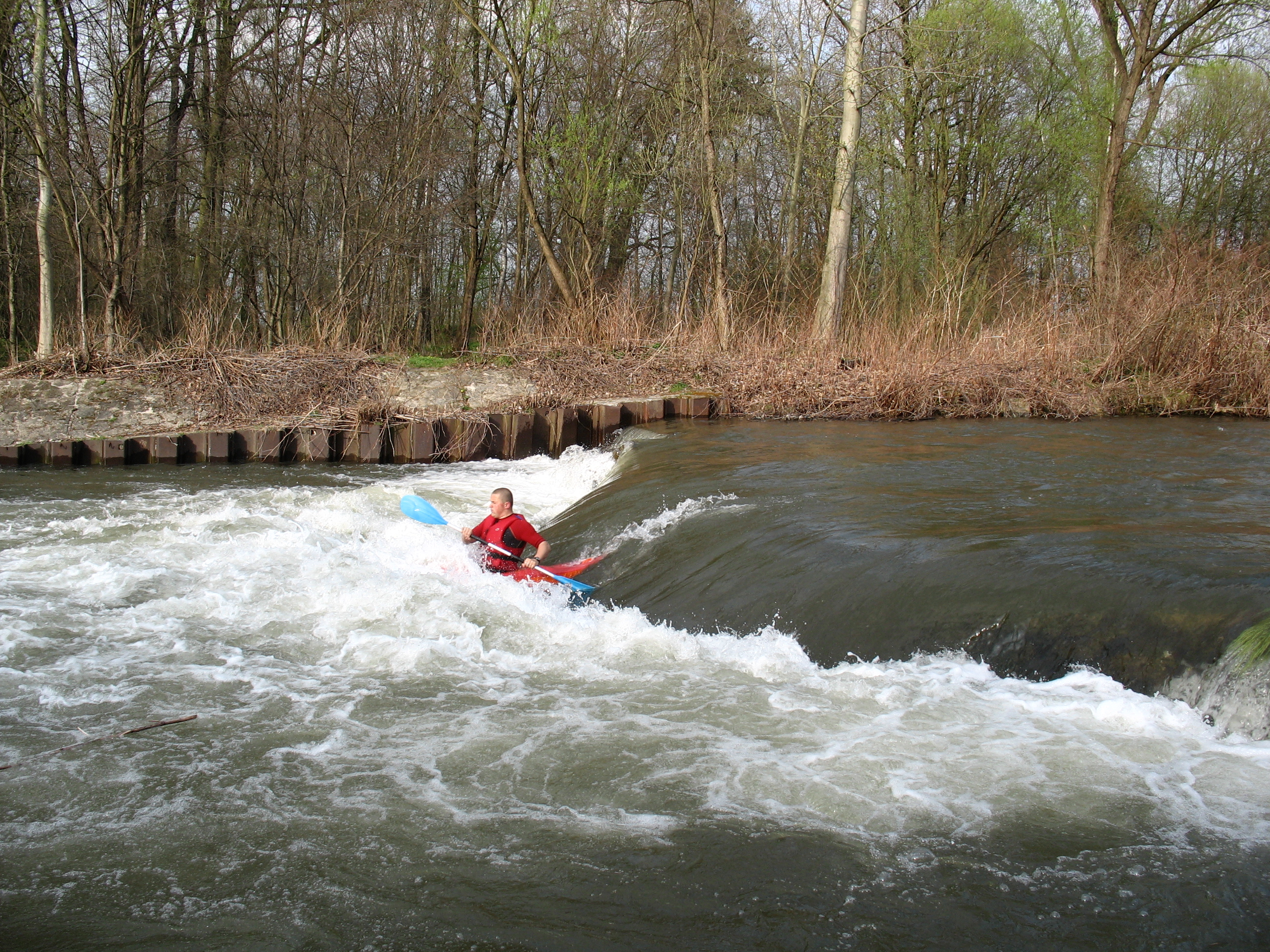
Biała Głuchołaska za mostem kolejowym na drodze Biała Nyska – Morów